# تري جونسون
تري جونسون (بالإنجليزية: Trey Johnson)‏ مواليد 30 أغسطس 1984 في جاكسون، هو لاعب كرة سلة محترف أمريكي بدأ مسيرته الاحترافية في سنة 2007. يبلغ طوله 6 قدم 5 بوصة (2.0 م).

## فرق لعب لها
- كليفلاند كافالييرز
- بي سي إم جرافيلين
- تورونتو رابتورز
- لوس أنجلوس ليكرز
- نيو أورلينز بيليكانز

## إحصائيات المسيرة

### الرابطة الوطنية لكرة السلة

#### الموسم الاعتيادي
| السنة   | الفريق               | لعب | بدأ | دقيقة | ميداني% | ثلاثية | حرة   | ارتداد | صنع | استلاب | تصدي | نقطة |
| ------- | -------------------- | --- | --- | ----- | ------- | ------ | ----- | ------ | --- | ------ | ---- | ---- |
| 2008–09 | كليفلاند كافالييرز   | 4   | 0   | 3.5   | .000    | .000   | 1.000 | .3     | .0  | .0     | .0   | 1.0  |
| 2010–11 | تورونتو رابتورز      | 7   | 0   | 11.6  | .333    | .333   | .875  | 1.0    | 1.6 | .1     | .1   | 4.0  |
| 2010–11 | لوس أنجلوس ليكرز     | 1   | 0   | 13.0  | .667    | .000   | 1.000 | .0     | .0  | .0     | .0   | 6.0  |
| 2011–12 | نيو أورلينز بيليكانز | 11  | 0   | 5.5   | .571    | .000   | 1.000 | 1.1    | .4  | .1     | .0   | 1.9  |
| المسيرة | المسيرة              | 23  | 0   | 7.3   | .385    | .333   | .947  | .9     | .7  | .1     | .0   | 2.6  |

#### التصفيات
| السنة   | الفريق           | لعب | بدأ | دقيقة | ميداني% | ثلاثية | حرة  | ارتداد | صنع | استلاب | تصدي | نقطة |
| ------- | ---------------- | --- | --- | ----- | ------- | ------ | ---- | ------ | --- | ------ | ---- | ---- |
| 2011    | لوس أنجلوس ليكرز | 3   | 0   | 3.9   | .200    | .000   | .500 | 1.3    | .3  | .0     | .0   | 1.0  |
| المسيرة | المسيرة          | 3   | 0   | 3.9   | .200    | .000   | .500 | 1.3    | .3  | .0     | .0   | 1.0  |

## روابط خارجية
- تري جونسون على موقع الاتحاد الدولي لكرة السلة (الإنجليزية)
- تري جونسون على موقع إن بي أي (الإنجليزية)
- تري جونسون على موقع سبورتس رفرنس (الإنجليزية)
- تري جونسون على موقع كرة السلة الأوروبية.كوم (الإنجليزية)
- تري جونسون على موقع DraftExpress.com (الإنجليزية)
- تري جونسون على موقع كلية كرة السلة في سبورتس رفرنس.كوم (الإنجليزية)
- تري جونسون على موقع ريلجم (الإنجليزية)
- تري جونسون على موقع بروبوليرز (الإنجليزية)
- تري جونسون على موقع سبورتس رفرنس (الإنجليزية)
- تري جونسون على موقع سبورتس رفرنس (الإنجليزية)